# غازی عثمان پاشا
غازی عثمان پاشا (ترکی استانبولی: Gaziosmanpaşa) از ناحیه‌های قسمت اروپایی استانبول که در استان استانبول از ناحیه مرمره قرار گرفته‌است. طبق آخرین سرشماری به سال ۲۰۱۲ میلادی این ناحیه ۴۸۸٬۲۵۸ نفر جمعیت دارد.
کلمهٔ غازی به معنای کسی است که در غزوه شرکت کرده و قهرمان نظامی است. این محله به افتخار عثمان نوری پاشا نامگذاری شده است. 

## سیاست

### انتخابات شهرداری
| سال  | شهردار            | حزب                | درصد رای    |
| ---- | ----------------- | ------------------ | ----------- |
| ۱۹۶۳ | مصطفی گل          | عدالت              | %۵۵.۳۷      |
| ۱۹۶۴ | صلاح‌الدین سراج    | عدالت              | انتخاب مجلس |
| ۱۹۶۸ | عزیر کوروم        | عدالت              | %۵۷.۴۳      |
| ۱۹۷۱ | رشید گوون‌تاش      | عدالت              | انتخاب مجلس |
| ۱۹۷۳ | مصطفی گربز        | جمهوری‌خواه خلق     | %۵۸.۱۱      |
| ۱۹۷۷ | کمال آغرعلی‌اوغلی  | جمهوری‌خواه خلق     | %۵۸.۱۱      |
| ۱۹۷۷ | کمال آغرعلی‌اوغلی  | مستقل              | %۵۸.۱۱      |
| ۱۹۸۴ | صبری اوزترک       | مام میهن           | %۴۱.۵۰      |
| ۱۹۸۹ | اسماعیل رستم‌اوغلی | سوسیال دموکرات خلق | %۳۶.۲۳      |
| ۱۹۹۴ | رجب کُرال          | رفاه               | %۳۴.۱۲      |
| ۱۹۹۴ | رجب کُرال          | فضیلت              | %۳۳.۲۹      |
| ۱۹۹۴ | رجب کُرال          | عدالت و توسعه      | %۳۳.۲۹      |
| ۲۰۰۲ | مصطفی یشیل        | انتخاب مجلس        |             |
| ۲۰۰۲ | سعدالله آتا       | انتخاب مجلس        |             |
| ۲۰۰۳ | فرشاد درزی‌اوغلی   | انتخاب مجلس        |             |
| ۲۰۰۴ | ارهان ارول        | %۵۰.۱۴             |             |
| ۲۰۰۴ | ارهان ارول        | %۴۴.۳۵             |             |
| ۲۰۱۴ | حسن تحسین اوستا   | %۵۱.۳۲             |             |
| ۲۰۱۴ | حسن تحسین اوستا   | %۵۲.۲۱             |             |
| ۲۰۲۴ | هاکان باغچه‌تپه    | جمهوری‌خواه خلق     | %۴۰.۴۵      |